# غيداربيك غيداربيكوف
غيداربيك غيداربيكوف (الروسية: Гайдарбек Абдулаевич Гайдарбеков) (مواليد 6 أكتوبر 1976) هو ملاكم روسي، مثّل بلاده في الألعاب الأولمبية الصيفية في دورتي 2000 و2004.

## روابط خارجية
غيداربيك غيداربيكوف على موقع أوليمبيديا (الإنجليزية)